# Palame crassimana
Palame crassimana là một loài bọ cánh cứng trong họ Cerambycidae.